# Kościół św. Jakuba w Valletcie
Kościół św. Jakuba Większego (malt. Knisja ta' San Ġakbu il-Kbir, ang. Church of St James the Greater) – rzymskokatolicki kościół w Valletcie na Malcie. Poprzedni, w stylu manierystycznym, zbudowany na tym miejscu początkiem XVII wieku, został zburzony we wczesnych latach XVIII wieku, a na jego miejscu powstał stojący do dziś kościół barokowy. Jego projektantem był Giovanni Barbara (lub Romano Carrapecchia), kościół pełnił posługę religijną rycerzom Języka Kastylii. Kościół znajduje się przy Merchants Street (Triq il-Merkanti), na północnym narożniku skrzyżowania z Melita Street (Triq Melita). Jest wciąż w użyciu. W kościele znajduje się kilka elementów o artystycznej wartości, m.in. imponująca fasada oraz malowidła, jedno autorstwa Filippo Paladiniego, drugie datowane na okres przed powstaniem istniejącego kościoła.

## Początki
Pierwszy kościół został zbudowany w roku 1612, lecz został później zburzony, aby ustąpić miejsca nowej barokowej świątyni, powstałej w latach 1709–1710. Większość źródeł przypisuje projekt kościoła architektowi Giovanniemu Barbara. Jednakże inne twierdzą, że jest to dzieło Romano Carapecchi, który zaprojektował budowlę w stylu baroku włoskiego.
Kościół umieszczony jest na liście National Inventory of the Cultural Property of the Maltese Islands pod nr 00570.

## Wygląd zewnętrzny kościoła
Na fasadzie kościoła znajdują się filary, nisze, okna oraz bogata barokowa ornamentyka. Kościół jest dwupiętrowy. Ponad głównymi drzwiami można zobaczyć duże okno, zwieńczone tarczą herbową Królestwa Kastylii, trzymaną przez dwa anioły, ponad którymi ozdobna muszla morska.
W XVIII wieku fasada kościoła została przeprojektowana przez znanego architekta Romano Carapecchię, który nadał jej barokowy charakter.

## Wnętrze świątyni
Wnętrze kościoła zbudowane jest w formie owalu, z wyjątkiem prezbiterium. Obraz tytularny wykonany został przez Filippo Paladiniego. Przedstawia on św. Jakuba Większego w wejściu do groty, trzymającego laskę pasterską, oraz anioła z liściem palmowym, który symbolizuje męczeństwo apostoła. Poniżej tego dzieła można zobaczyć owalny obraz przedstawiający Matkę Boską Bolesną. Jest to kopia hiszpańskiego dzieła, znajdującego się w Madrycie, zatytułowanego Madonna di Soledad. Została przywieziona na Maltę w roku 1646 przez kleryka Zakonu św. Jana.